# Bostra dorsuaria
Bostra dorsuaria är en insektsart som beskrevs av Carl Stål 1875. Bostra dorsuaria ingår i släktet Bostra och familjen Diapheromeridae. Inga underarter finns listade.